# Хосе Марія Гідо
Хосе́ Марі́я Гі́до (ісп. José María Guido; 29 серпня 1910 — 13 червня 1975) — аргентинський юрист і політик, який виконував обов'язки президента Аргентини після військового перевороту 29 березня 1962 року і до 12 жовтня 1963 року.